# Археологічний музей у римському театрі
Археологічний музей у римському театрі (італ. Il Museo Archeologico al Teatro romano) — археологічний музей у м. Вероні, Італія. Заснований у 1923 році. Розміщується у колишньому монастирі Св. Ієроніма (XIV ст.) поруч Римського театру. Колекція музею сформована в основному за рахунок експонатів із приватних зібрань. Музей щороку відвідує бл. 90 000 чоловік.

## Опис
У залі на першому поверсі представлені уламки мармурових рамок, основи статуй і фреска із зображенням Вакха, яка, ймовірно, прикрашала трикліній (їдальню). Сходи ведуть до подвір'я колишнього монастиря, де зберігаються надгробки та написи. Ліворуч — вхід до каплиці св. Ієроніма, в якій збереглись фрески роботи Джованні Франческо Карото (1508), а підлога прикрашена залишками мозаїк.
Праворуч — подвір'я трапезною, яка раніше була прикрашена цінними фресками. Збереглись лише частини «Таємної Вечері», на підлозі знаходиться мозаїка ІІІ ст. Також тут представлені статуї (багато з яких без голови), серед яких особливо виділяються статуї Артеміди і Ероса з луком.
У першій келії представлені домашні предмети зі скла, бронзові лампи і бронзова голова. В інших келіях знаходяться бронзовий бюст і бронзові статуетки. У залі коло ліфту стоять мармурові скульптури.

## Вибрані експонати
- Статуя жінки великих розмірів, Верона, I ст., мармур.
- Статуя імператора в обладунках, Верона, І ст., мармур.
- Герма сатира-підлітка з театру Верони, епоха Августа, мармур
- Медальйон з гладіатором, який бореться із левом з театру Верони, епоха Августа, мармур
- Статуя жінки, що сидить, Верона, II ст., мармур

## Галерея

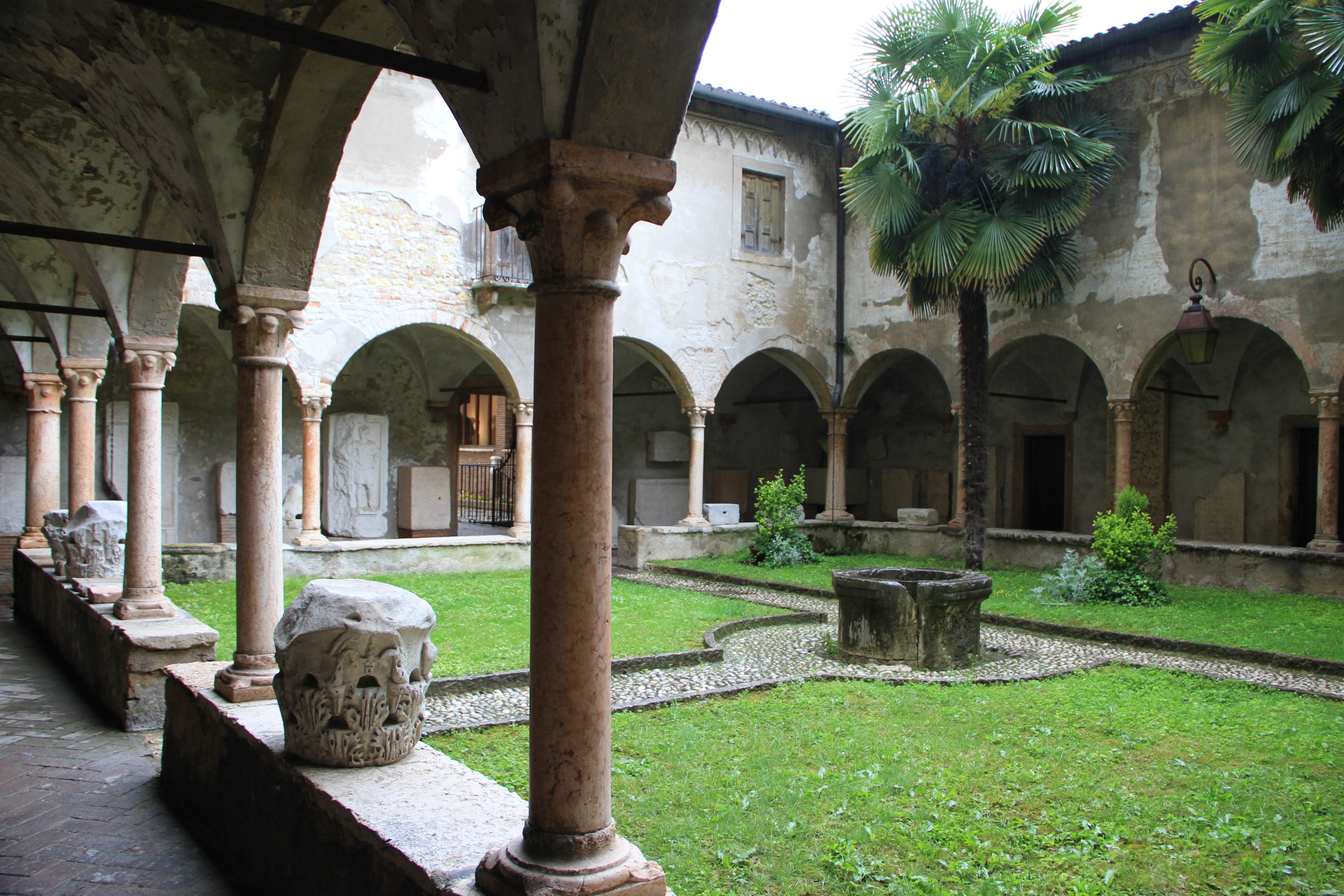
Подвір'я колишнього монастиря
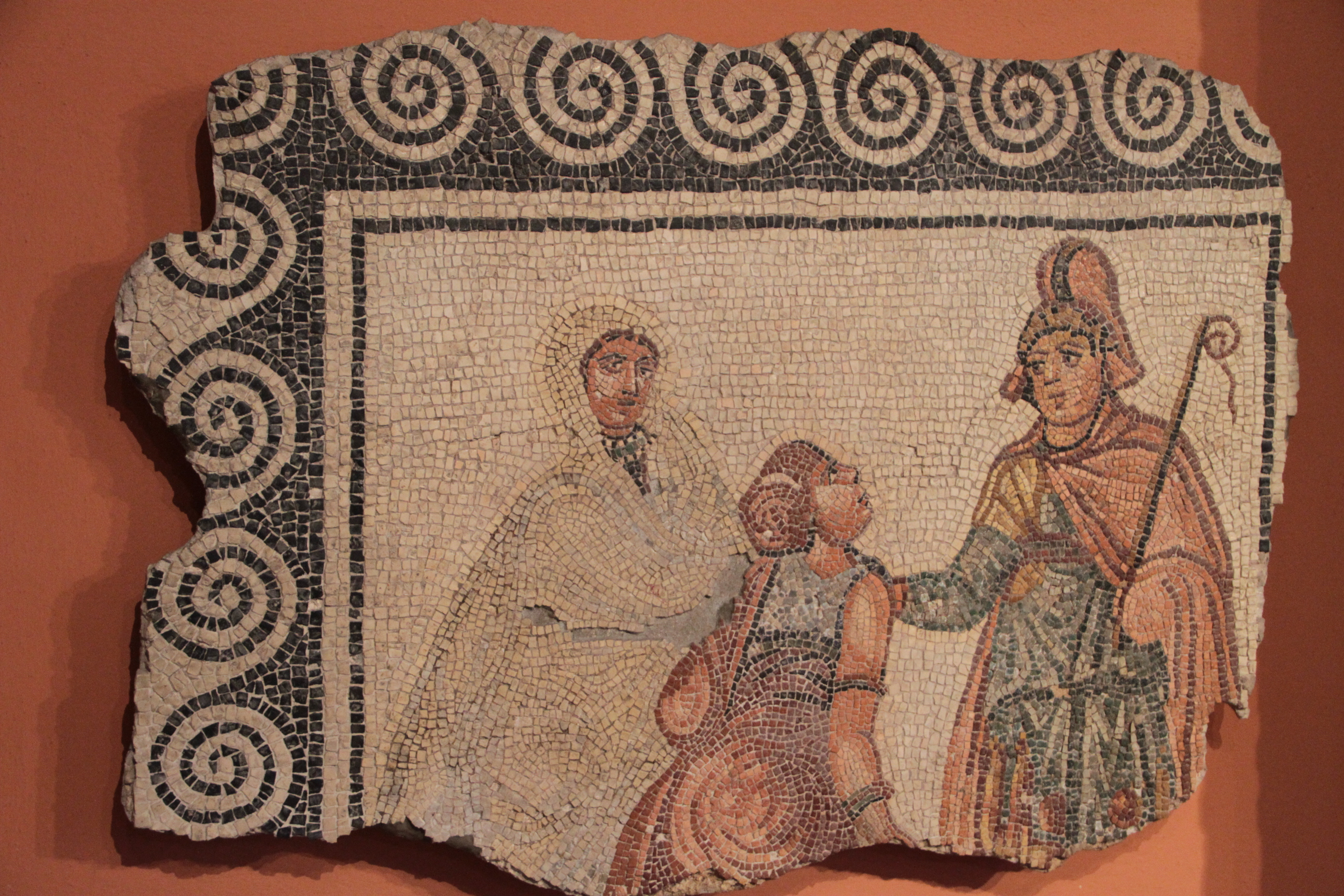
Давньоримська мозаїка
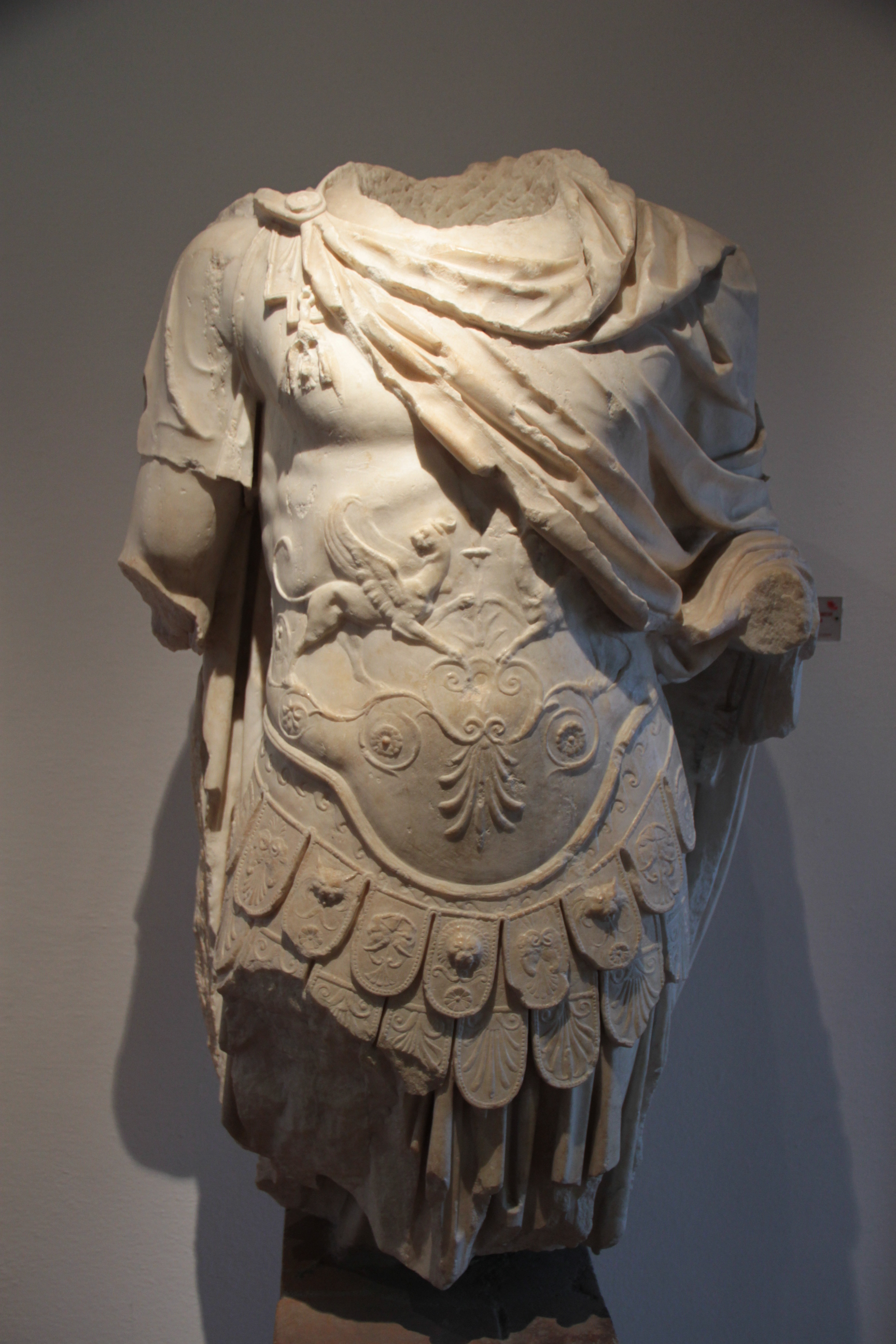
Статуя імператора в обладунках. Мармур. Епоха Юліїв-Клавдіїв. І ст.
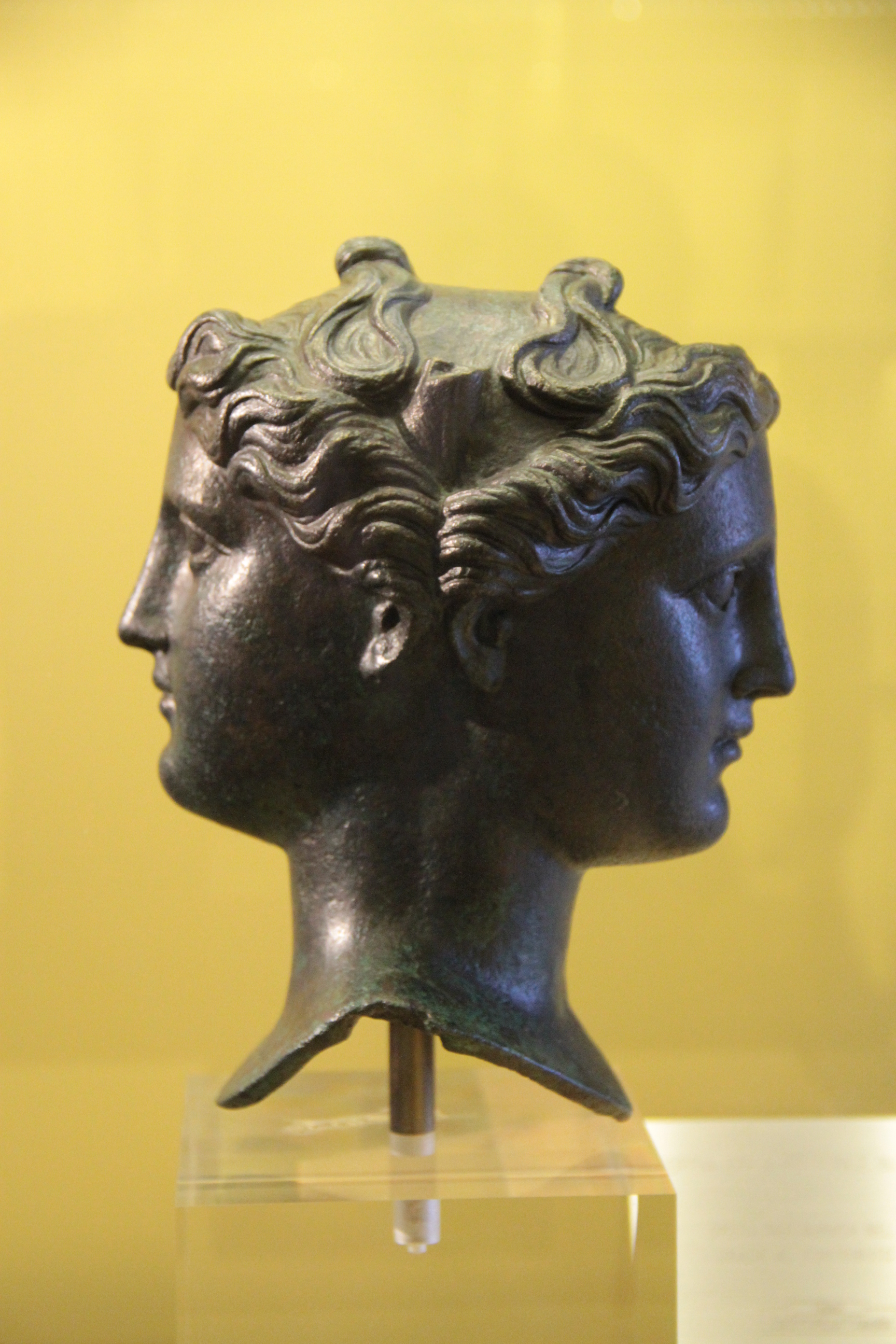
Подвійна жіноча герма (Гігіея?). Бронза. Поч. II ст. Вис. 23,5 см.
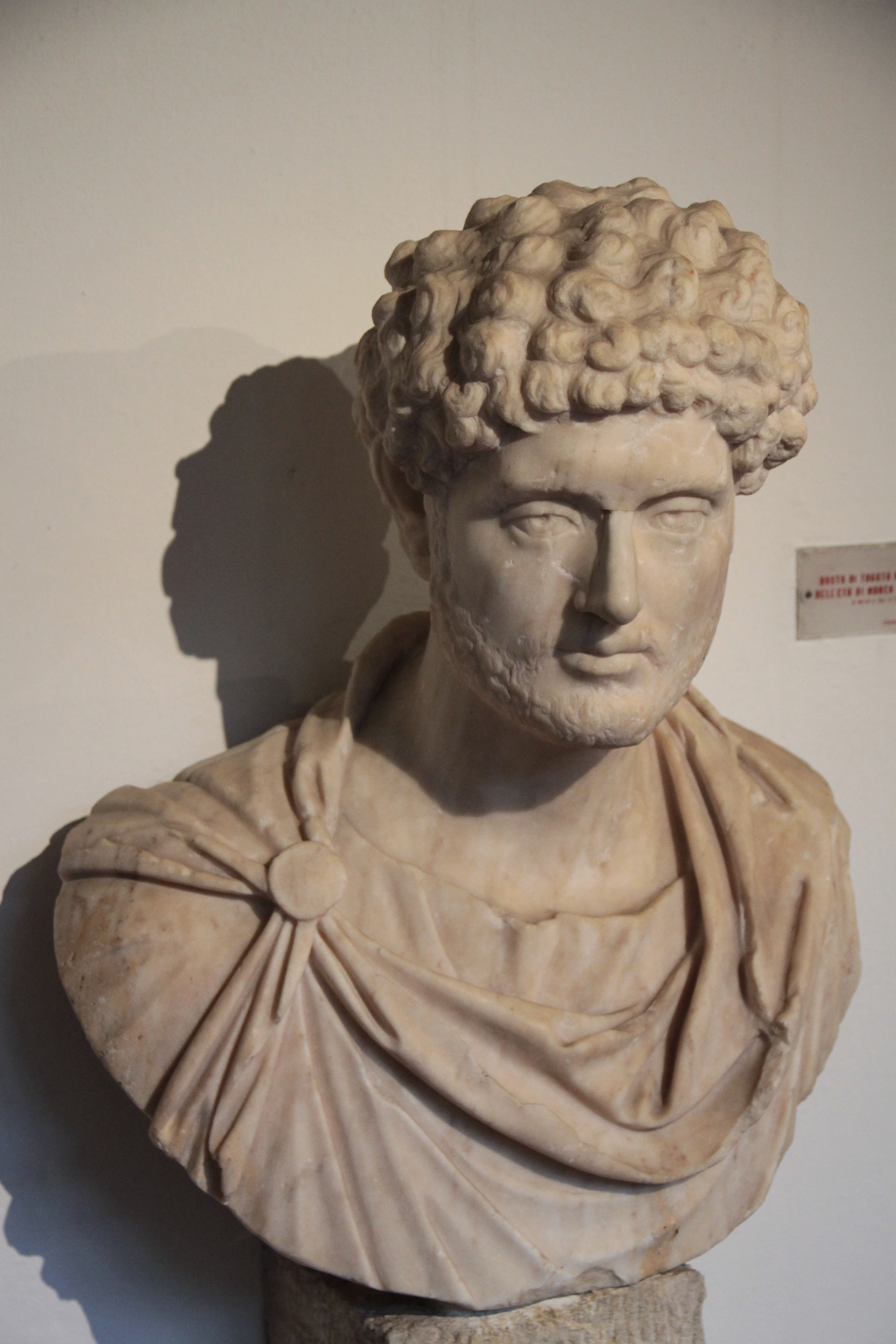
Портрет римлянина в тозі. Мармур. Епоха Марка Аврелія. 2-а пол. II ст.